# 福热斯
福热斯（法語：Forgès）是法国科雷兹省的一个市镇，属于蒂勒区。该市镇总面积10.43平方公里，2009年时的人口为286人。

## 人口
福热斯人口变化图示